# Cuscuzeiro

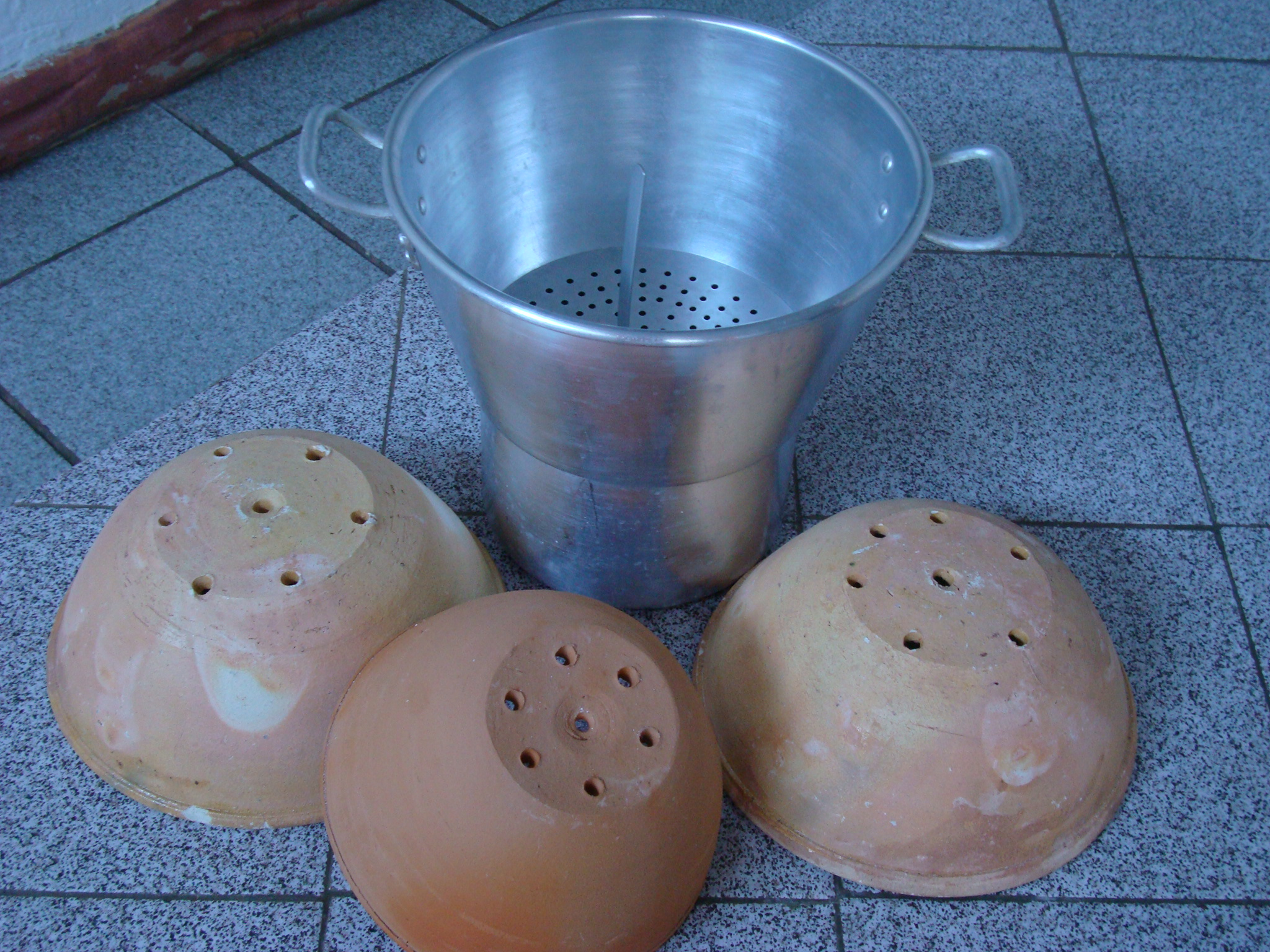
Cuscuzeiros em alumínio e barro

Cuscuzeiro ou cuscuzeira é um utensílio culinário geralmente fabricado de barro, alumínio ou inox que serve para o preparo do cuscuz. Basicamente, é uma panela com grelha e tampa na qual se pode cozinhar a vapor cuscuz ou triguilho.
No Candomblé e outras religiões afro-brasileiras, também é um objeto importante na construção de assentamento de Obaluaiê.